# 埴轮
埴轮（日语：／ Haniwa）是日本古坟顶部和坟丘四周排列的素陶器的总称。分为圆筒形埴轮和形象埴轮。在日本各地的古墳均有分布。

## 概要
埴轮大概在3世纪中后期到6世纪中后期被制造，和前方后圆墓同时消失。埴轮大部分均为中空。制作方法为先用粘土做成细泥条，盘起来后进行造型。部分埴轮为分别烧制的部件组合而成。也有部分埴轮是先做出框架后贴上粘土片而制成。没有使用模具制成的埴轮。埴轮通常会涂以红色涂料，在畿内几乎完全没有使用红色以外的颜色的埴轮，但是在关东地区则出土了被涂以各种各样颜色的造型埴轮。
埴轮可以大致上可以分为圆筒埴轮和造型埴轮两类。而造型埴轮又可以大致分为屋型埴轮，器物埴轮，动物埴轮和人物埴轮四种。通过对造型埴轮的研究，可以复原古坟时期的衣服，发型，武器，农具以及建筑等的式样。

## 起源
埴轮由弥生时代末期吉备地区的酋长墓穴中出土的特殊形制的台型陶器和壶型陶器发展而来。
大致在3世纪中叶到后叶时期的前方后圆坟中出土了最古老的圆筒埴轮，都月型圆筒埴轮。这种埴轮分布于备中到近江一带。都月型埴轮和在前方后圆坟中发现的最古老的陪葬品三角缘神兽镜只在兵库县御津町的古坟权现山51号坟中同时出土过。
前方后圆坟的出现被认为是大和王权的建立的标志，而在前方后圆坟中出现了宫山型的特殊形制的台型器和壶型器，被认为是大和王权是由吉备地区酋长建立的证据，即吉备势力东迁说。
《日本书纪》中垂仁纪记叙，野見宿彌提议在日叶酢媛命的陵墓中使用土制的人马来代替殉葬者，由此产生了埴轮。然而经过现代考古学的研究，已经明确了埴轮的演变过程，故而推翻了《日本书纪》中的记载。

## 变迁
在古坟时代前期刚开始时（3世纪中叶到后叶），发现了圆筒形以及壶型和稍后的如同在台型器上放置壶一样的桔梗型埴轮。这些筒形埴轮由单纯的放置于地面上逐渐变为将根部埋于地下的形式。该类埴轮随着前方后圆坟的流行而遍布日本全国。
古坟时代前期前叶，与圆筒型埴轮相异的屋形埴轮，以华盖形埴轮和盾形埴轮等为代表的器物埴轮，以鸡形埴轮为代表的形象埴轮开始出现。关于刚出现时的形象埴轮组合形式以及制作地点等尚有许多问题未能解答。在此之后，在墓顶的屋型埴轮周围放置器物埴轮，然后再围以圆筒埴轮的豪华配置在四世纪后期较早阶段成为固定形式。此时使用的圆筒埴轮会在身体两边贴上鳍状物，也就是带鳍圆筒埴轮。
从古坟时期中期中叶（5世纪中）开始，以巫女为代表的人形埴轮和马，犬之类的动物埴轮开始出现。埴轮的摆列方式也开始出现变化，器物埴轮和屋形埴轮的外侧被摆放成方形的配列，当然也仍然存在省略方形列的例子。而带鳍圆筒型埴轮的鳍部开始被过度修饰，屋形埴轮的顶部变得不成比例的巨大。
自古坟时代后期（6世纪中期）开始，畿内的埴轮制造开始逐渐消失。但是在关东地区埴轮的生产仍然继续着。位于埼玉县鸿巢市的生出冢遗迹被认为是当时东日本地区最大的埴轮生产遗址。

## 意义
本来出现于吉备地区的特殊形制台型陶器和壶型陶器是作为坟顶上进行葬礼仪式的器具来使用，而在古坟上使用的圆筒型埴轮则被认为同时具有标划坟丘重要区域的作用。
屋形埴轮则被认为是死者灵魂生活的房屋，或是死者生前居住房屋的象征。该类埴轮通常被摆放在埋葬区域的正上方或是坟丘上方。
器物埴轮中，华盖形埴轮表达了高贵的身份，而武器与盾牌等武器形埴轮则从其现实中的攻击与防御职能里引申出防止恶灵与灾祸侵入的作用。
人形埴轮与动物形埴轮则因其常以起成行列的多个摆放模式推断，可能是表现葬礼仪式，或者是其生前祭典的重现。这类埴轮表现了古坟时代的祭祀形式以及当时人们的生死观。

## 当代流行文化
- 东方project系列作品东方鬼形兽 ～ Wily Beast and Weakest Creature.中的人物“杖刀偶 磨弓”的原型即为埴轮偶。
- 游戏蔚蓝档案中有道具“水晶埴轮”，其材质为水晶。
- 星之卡比中登场的杂鱼敌人角色“蘑菇怪”的原型即为头戴菌伞的埴轮。

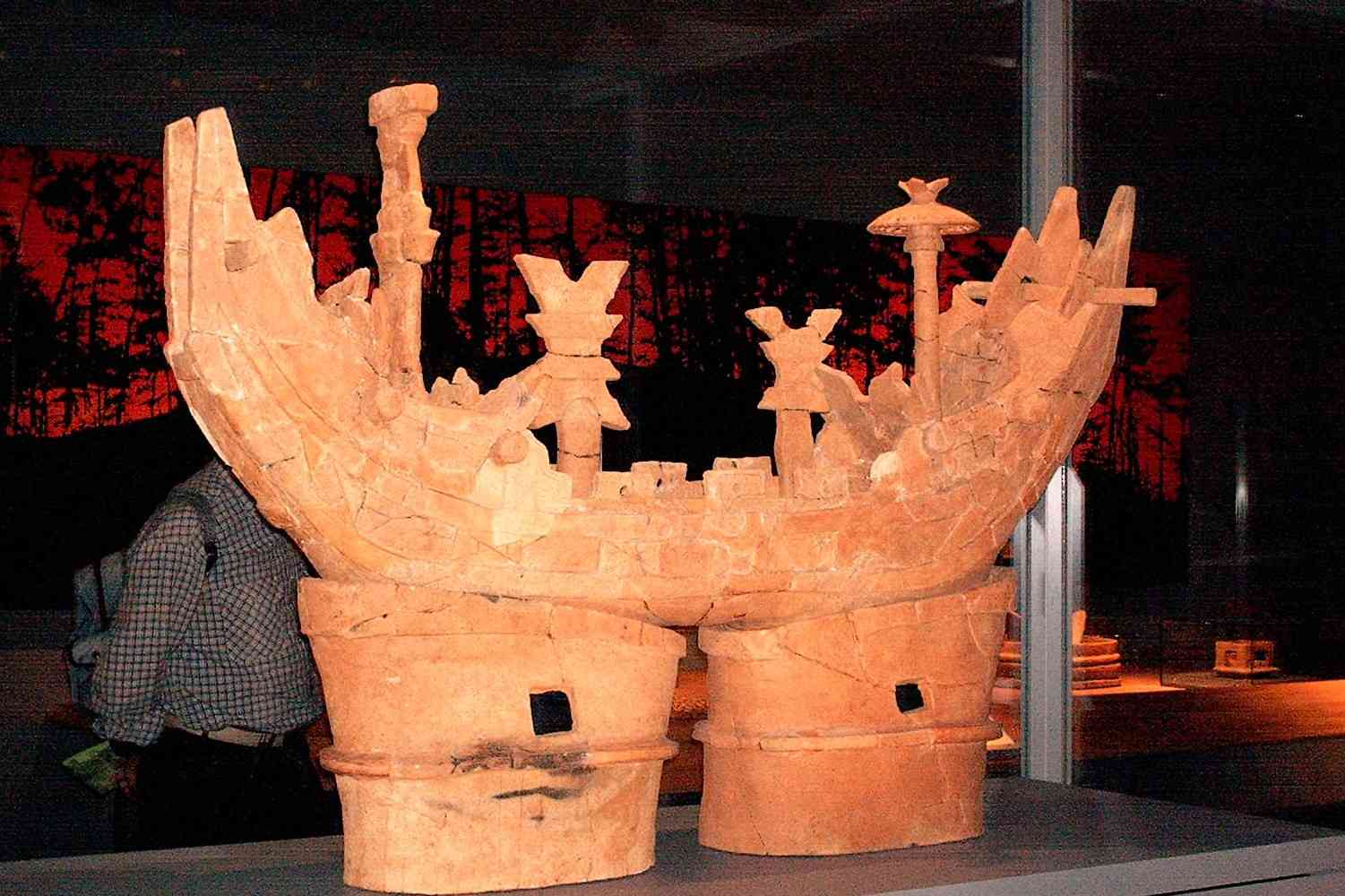
船型埴輪
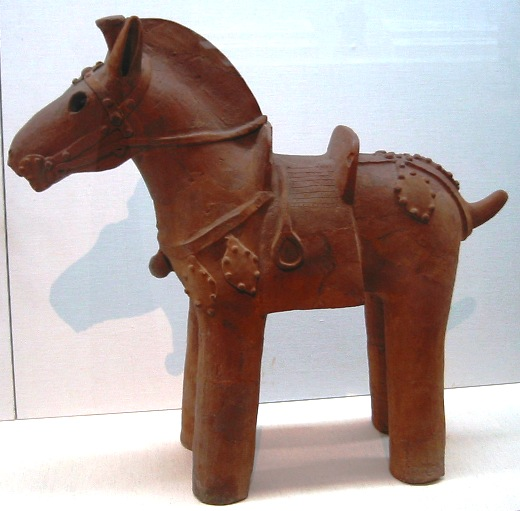
馬素陶器
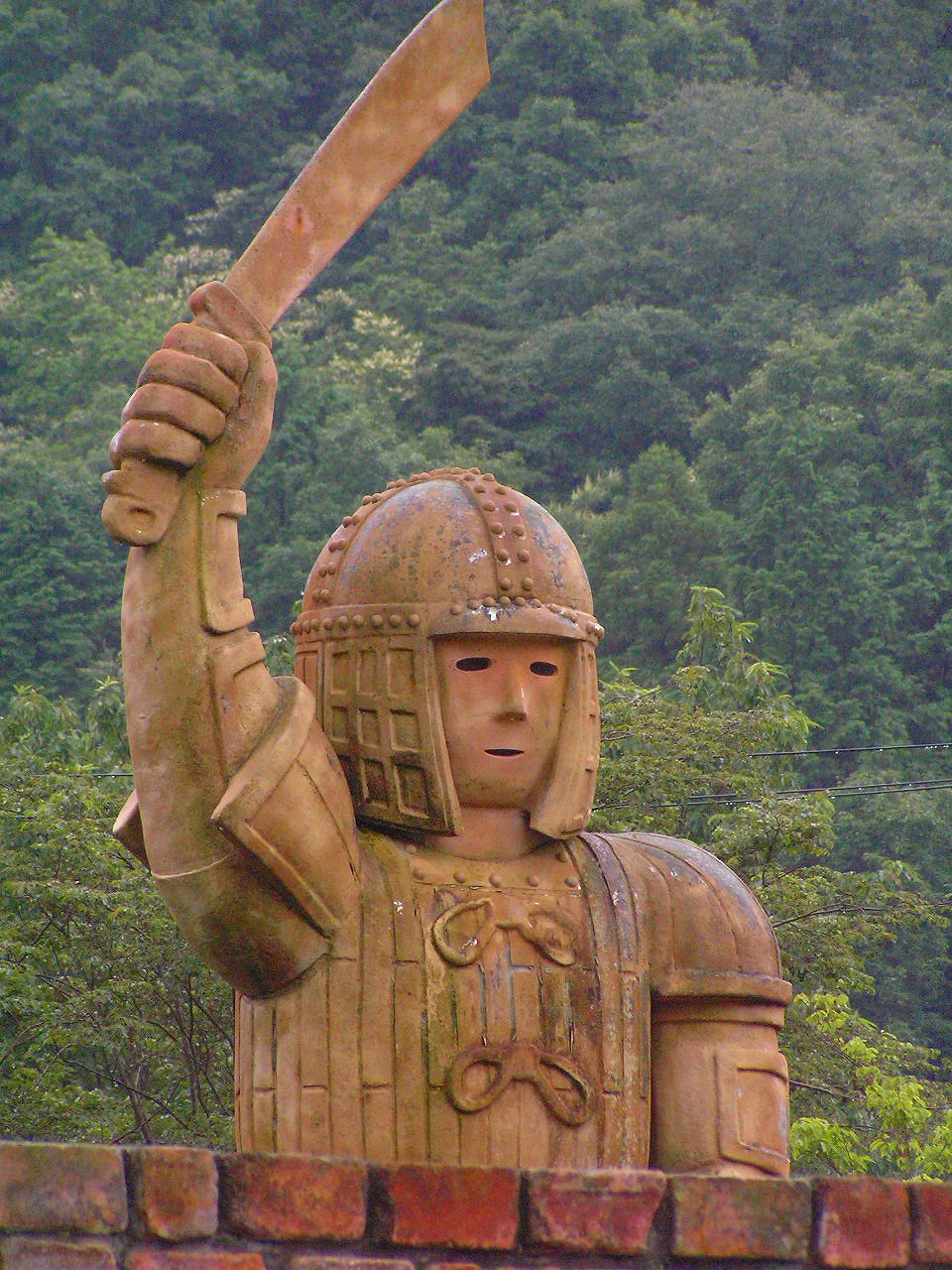
位於太陽公園（姫路市）的埴輪
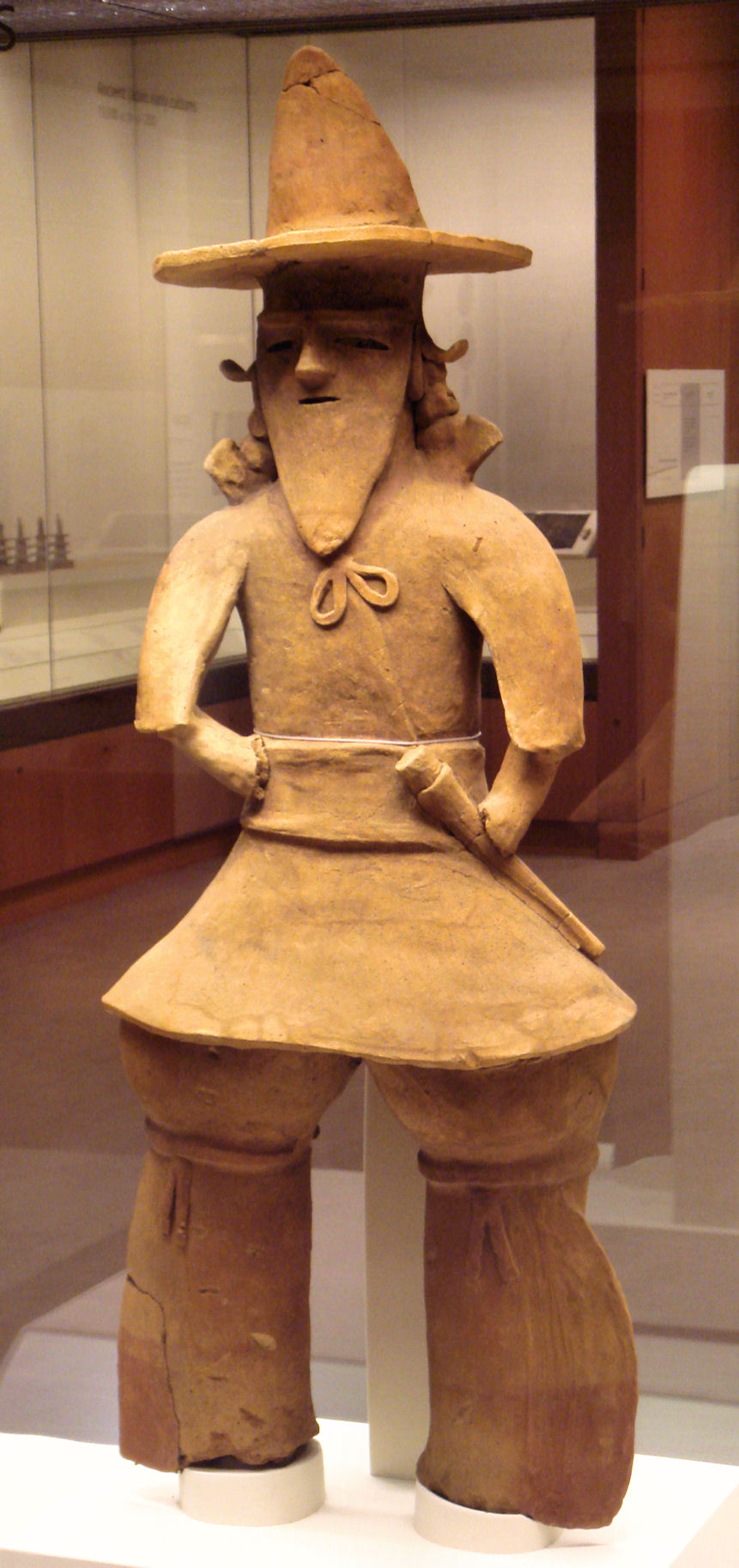
埴輪
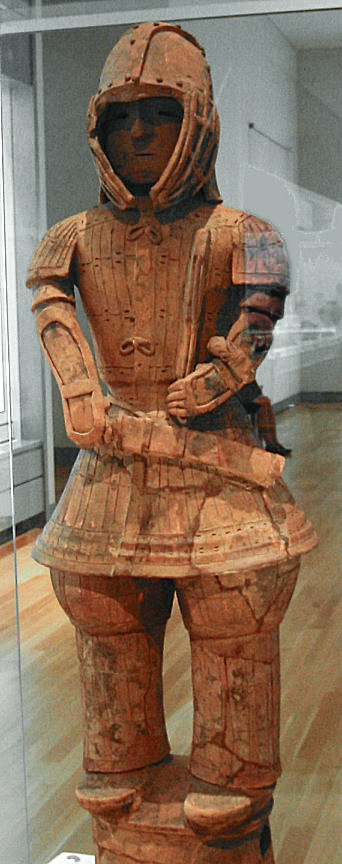
戰士埴輪